# 17509 Ikumadan
17509 Ikumadan este un asteroid din centura principală de asteroizi.

## Descriere
17509 Ikumadan este un asteroid din centura principală de asteroizi. A fost descoperit pe 4 mai 1992 la Geisei de Tsutomu Seki. Asteroidul prezintă o orbită caracterizată de o semiaxă mare de 2,32 ua, o excentricitate de 0,25 și o înclinație de 8,1° în raport cu ecliptica.